# Mirushen
Mirushen (azerbajdzjanska: Miruşen, armeniska: Մյուրիշեն, Myurishen, ryska: Мирушен) är en ort i Azerbajdzjan.   Den ligger i distriktet Xocavənd Rayonu, i den centrala delen av landet, 260 km väster om huvudstaden Baku. Mirushen ligger 810 meter över havet och antalet invånare är 200.
Terrängen runt Mirushen är lite bergig. Runt Mirushen är det ganska glesbefolkat, med 42 invånare per kvadratkilometer.. Närmaste större samhälle är Müşkapat, 9,5 km sydost om Mirushen. 
Trakten runt Mirushen består till största delen av jordbruksmark.